# ノーザン州
ノーザン州（ノーザンしゅう、英語: Northern Region）は、ガーナの州のひとつであり、ガーナで2番目に大きい州である。日本語では北部州とも表記される。州都はタマレ。ガーナの中でも、気候的、地域的、文化的に、政治・経済的に影響力のある中南部とは大きく異なっている。

## 歴史

英領ゴールド・コーストの行政区分。設立当初はNorthern TerritoriesとTrans-Volta Togoland北部から成っていた。

1957年3月6日の独立時に、ノーザン・テリトリーとイギリス領トーゴランド北部が合併し、ノーザン州が設立された。設立当初はガーナの北半分を領域とし、面積は約9.7万平方キロメートルだった。1960年7月1日に州北部がアッパー州（後のアッパー・イースト州とアッパー・ウェスト州）として分離し、面積は約7万平方キロメートルとなった。
2019年2月12日、州北部の6郡はノース・イースト州として、州西部の7郡はサバンナ州としてそれぞれ分離し、面積は設立当初の1/4にまで減少した。

## 地理
この州はガーナ北部に位置し、北はノース・イースト州、西はサバンナ州、南はオティ州とそれぞれ接している。東はトーゴとの国境である。
2019年にサバンナ州が分離するまでは、コートジボワールとブルキナファソと国境を接していた。

## 郡
ノーザン州は以下の16の郡に分かれている。

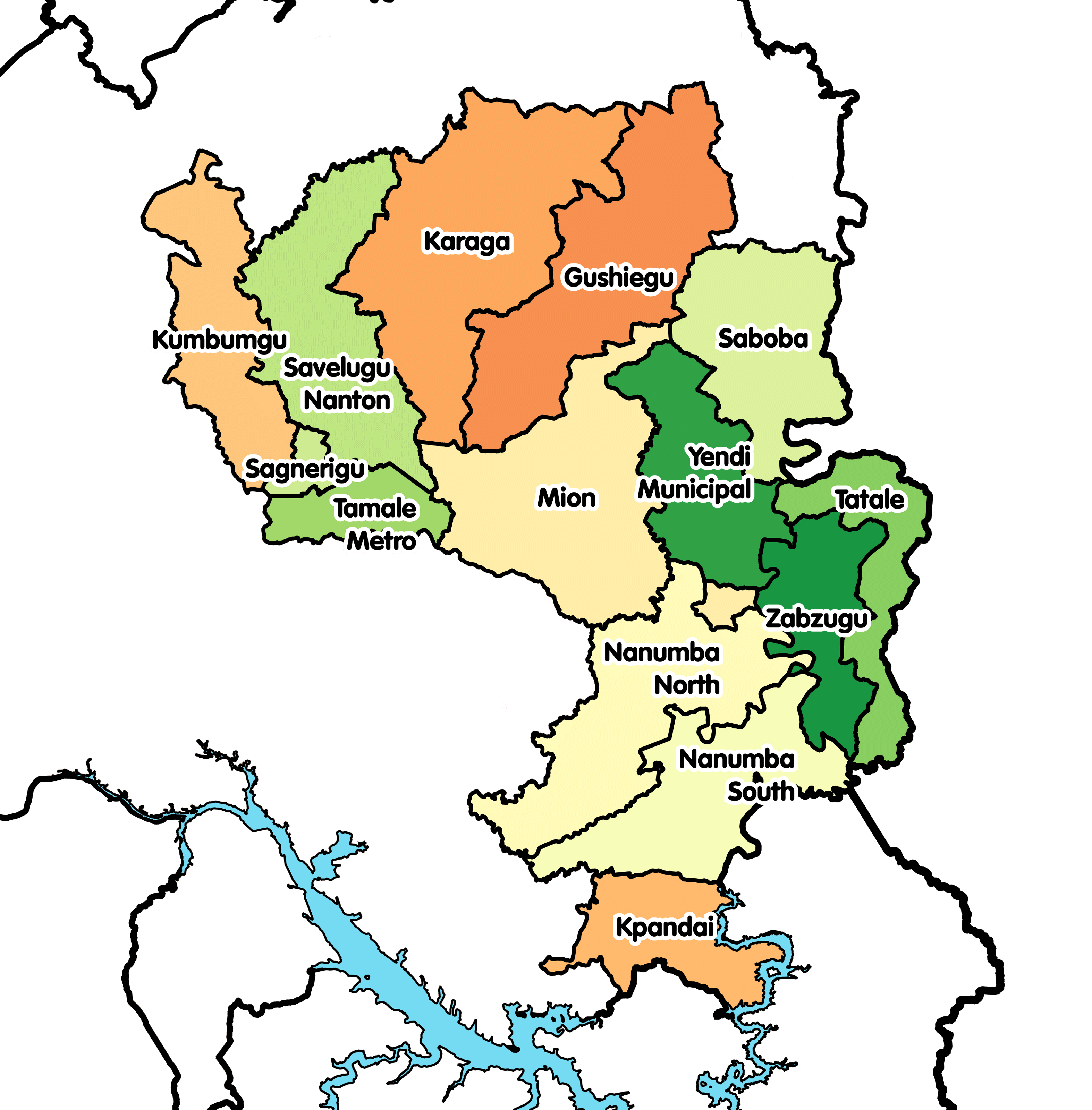
ノーザン州の郡

- Gushegu Municipal District
- Karaga District
- Kpandai District
- Kumbungu District
- Mion District
- Nanton District
- Nanumba North Municipal District
- Nanumba South District
- Saboba District
- Sagnarigu Municipal District
- Savelugu Municipal District
- Tamale Metropolitan District
- Tatale-Sangule District
- Tolon District
- Yendi Municipal District
- Zabzugu District

## 気候と植生
ノーザン州はサヘルやサハラに近いことから、ガーナ南部よりも乾燥している。植生は主に、バオバブやアカシアなどの乾燥に強い植物が群生しているサバンナである。
5月から10月が雨季、11月から4月が乾季で、年間降水量の平均は750 mmから1050 mmである。乾季の終わり頃に最高気温に達し、12月から1月頃に最低気温になるが、12月から2月初旬には、サハラからの熱いハルマタン (Harmattan) が吹きつける。気温は夜間の14°Cから昼間の40°Cまで変動する。

## 経済
ノーザン州は、ガーナの中で最も開発されていない地域である。経済活動人口の70%以上が農業に従事している。人口密度の低さは、極貧を理由に移住する人々がいることによって引き起こされている側面もある。

## 民族
ノーザン州は、ガーナの中で最も人口のまばらな地域である。言語で見ると、人口の52%と最も多いのが、ニジェール＝コンゴ語族のMole-Dagbane subfamilyの言語である。この集団の中で最大の民族集団を形成しているのは、ダゴンバ人（Dagomba）とマンプルッシ人（Mamprussi）である。
グルマ人（Gurma）とコンコンバ人（Komkomba）は、最大の下位集団（subgroup）を形成しており、人口の21 % を構成している。個別の民族集団として最大なのはダゴンバ人で、人口の3分の1を占める。

## ノーザン州の民族紛争
ノーザン州の諸民族集団間の関係は、絶えず不安定な状態にさらされる。特に対立がくすぶりつづけているのが、ダゴンバ人と「遊牧的な」コンコンバ人である。ダゴンバ人の多くの目には、コンコンバ人は土地を持たない侵略者であり、植民地時代にダゴンバ人の土地に食いこんできたに過ぎないと映っていた。しかし、ノーザン州におけるコンコンバ人の起源と歴史に関するこの視点は、彼ら自身によって共有されたものではないし、科学的な調査、特に1994年以前にも出版されていたダゴンバやコンコンバに関する学術報告に裏打ちされたものでもなかった。1994年の民族衝突はガーナ史上最悪のものであり、他の民族にも飛び火しつつ、終結までに数千人の死者を出した。